# Cadou...
Cadou... este o operă literară scrisă de Ion Luca Caragiale. Îi are ca personaje principale pe nenea Stasache și soția sa Acrivița.